# ASB Classic 2023 - Qualificazioni singolare maschile
Le qualificazioni del singolare dell'ASB Classic 2023 sono un torneo di tennis preliminare per accedere alla fase finale della manifestazione. I vincitori dell'ultimo turno entreranno di diritto nel tabellone principale. In caso di ritiro di uno o più giocatori aventi diritto, subentreranno i lucky loser, ossia i giocatori che hanno perso nell'ultimo turno e che avevano una classifica più alta rispetto agli altri partecipanti che avevano perso nel turno finale.

## Teste di serie
1. Thiago Monteiro (qualificato)
2. Federico Coria (ultimo turno, lucky loser)
3. Dušan Lajović (primo turno)
4. Jiří Lehečka (qualificato)

1. João Sousa (ultimo turno, lucky loser)
2. Facundo Bagnis (ultimo turno)
3. Grégoire Barrère  (qualificato)
4. Tarō Daniel (primo turno)

## Qualificati
1. Thiago Monteiro
2. Grégoire Barrère

1. Christopher Eubanks
2. Jiří Lehečka

### Lucky loser
1. Federico Coria

1. João Sousa

## Tabellone

### Sezione 1
|  | Primo turno | Primo turno     | Primo turno | Primo turno | Primo turno |  |  | Ultimo turno | Ultimo turno    | Ultimo turno | Ultimo turno | Ultimo turno |  |
|  |             |                 |             |             |             |  |  |              |                 |              |              |              |  |
|  | 1           | Thiago Monteiro | 3           | 7           | 7           |  |  |              |                 |              |              |              |  |
|  |             | Daniel Altmaier | 6           | 5           | 6           |  |  | 1            | Thiago Monteiro | 65           | 6            | 6            |  |
|  | WC          | Ajeet Rai       | 7           | 0           | 6           |  |  | WC           | Ajeet Rai       | 7            | 3            | 4            |  |
|  | 8           | Tarō Daniel     | 5           | 6           | 3           |  |  |              |                 |              |              |              |  |

### Sezione 2
|  | Primo turno | Primo turno        | Primo turno        | Primo turno | Primo turno |  |  | Ultimo turno | Ultimo turno     | Ultimo turno     | Ultimo turno | Ultimo turno |  |
|  |             |                    |                    |             |             |  |  |              |                  |                  |              |              |  |
|  | 2           | Federico Coria     | 3                  | 6           | 6           |  |  |              |                  |                  |              |              |  |
|  |             | Luca Van Assche    | 6                  | 4           | 2           |  |  | 2            | Federico Coria   | Federico Coria   | 3            | 5            |  |
|  |             | Aleksandar Lazarov | Aleksandar Lazarov | 1           | 4           |  |  | 7            | Grégoire Barrère | Grégoire Barrère | 6            | 7            |  |
|  | 7           | Grégoire Barrère   | Grégoire Barrère   | 6           | 6           |  |  |              |                  |                  |              |              |  |

### Sezione 3
|  | Primo turno | Primo turno         | Primo turno   | Primo turno | Primo turno |  |  | Ultimo turno | Ultimo turno        | Ultimo turno | Ultimo turno | Ultimo turno |  |
|  |             |                     |               |             |             |  |  |              |                     |              |              |              |  |
|  | 3           | Dušan Lajović       | 6             | 3           | 4           |  |  |              |                     |              |              |              |  |
|  |             | Christopher Eubanks | 2             | 6           | 6           |  |  |              | Christopher Eubanks | 63           | 7            | 6            |  |
|  | WC          | Finn Reynolds       | Finn Reynolds | 6(1)        | 4           |  |  | 5            | João Sousa          | 7            | 5            | 4            |  |
|  | 5           | João Sousa          | João Sousa    | 7           | 6           |  |  |              |                     |              |              |              |  |

### Sezione 4
|  | Primo turno | Primo turno     | Primo turno     | Primo turno | Primo turno |  |  | Ultimo turno | Ultimo turno   | Ultimo turno | Ultimo turno | Ultimo turno |  |
|  |             |                 |                 |             |             |  |  |              |                |              |              |              |  |
|  | 4           | Jiří Lehečka    | 5               | 6           | 6           |  |  |              |                |              |              |              |  |
|  |             | Jan Choinski    | 7               | 0           | 2           |  |  | 4            | Jiří Lehečka   | 6            | 3            | 6            |  |
|  |             | Tseng Chun-hsin | Tseng Chun-hsin | 3           | 3           |  |  | 6            | Facundo Bagnis | 2            | 6            | 1            |  |
|  | 6           | Facundo Bagnis  | Facundo Bagnis  | 6           | 6           |  |  |              |                |              |              |              |  |